# Unrivaled (ligue de basket-ball)
Unrivaled (Sans égal en français) est une ligue américaine de basket-ball à trois (3×3) basée à Miami, en Floride et créée en 2023 par Breanna Stewart et Napheesa Collier.
L'objectif est de proposer aux meilleures joueuses de la Women's National Basketball Association une alternative aux championnats internationaux pendant l'intersaison.
La ligue Unrivaled est composée de six équipes, appelées clubs avec six joueuses chacune : le Mist, les Lunar Owls, le Phantom, le Vinyl, la Rose et les Laces.
Elle compte une WNBA Most Valuable Player, sept premiers choix de Draft WNBA et 17 anciennes athlètes olympiques.

## Historique

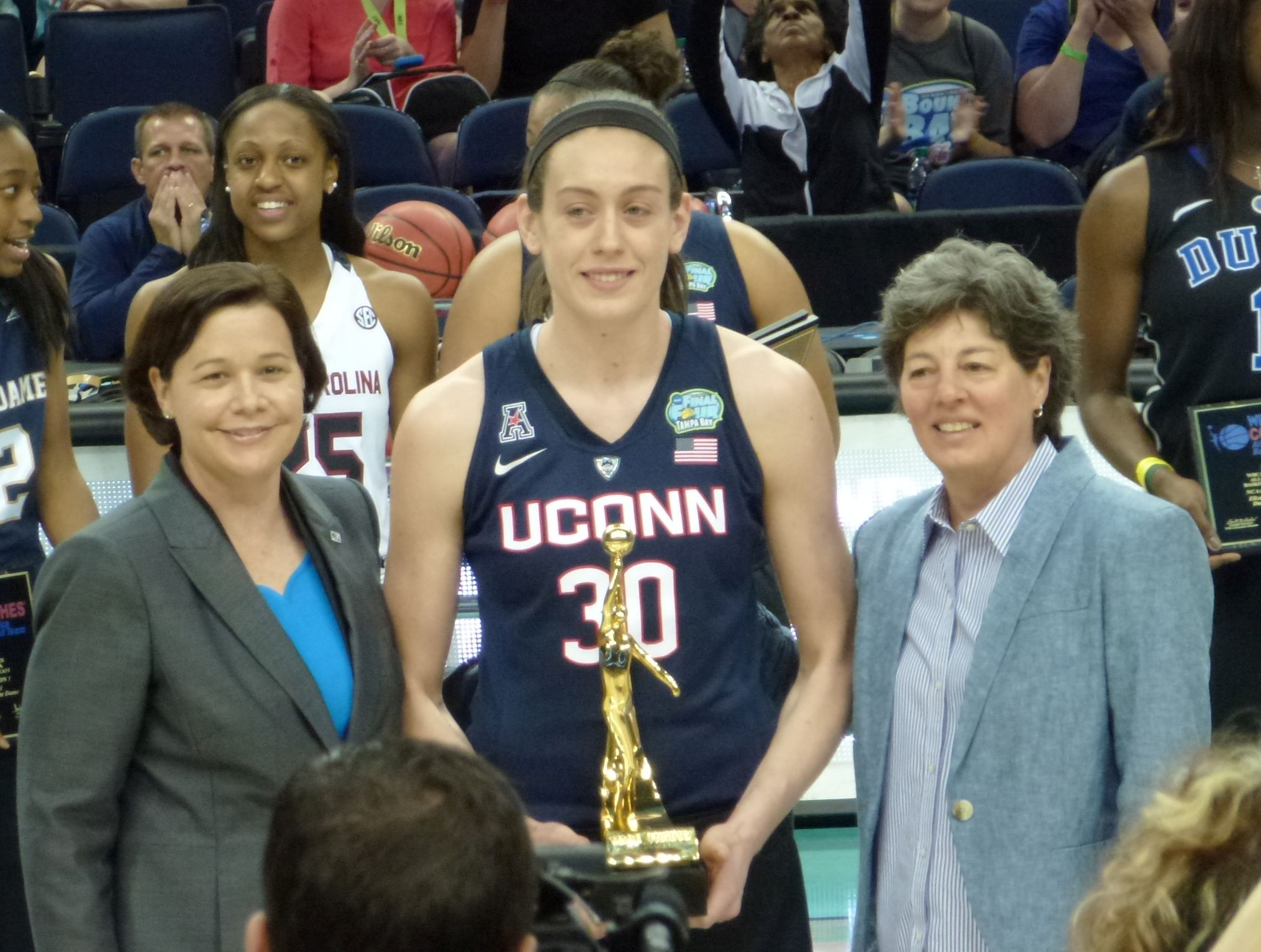
Breanna Stewart.

La ligue Unrivaled est créée en 2023 par les joueuses professionnelles Napheesa Collier du Lynx de Minnesota et Breanna Stewart du Liberty de New York, coéquipières à l’université, aux Huskies du Connecticut. Elles l'annoncent en marge du All-Star Game de la WNBA 2023 à Las Vegas.
Leur objectif est de proposer aux meilleures joueuses de la Women's National Basketball Association une alternative aux championnats internationaux pendant l'intersaison. Napheesa Collier a arrêté de jouer en Europe après la naissance de son premier enfant en 2022.

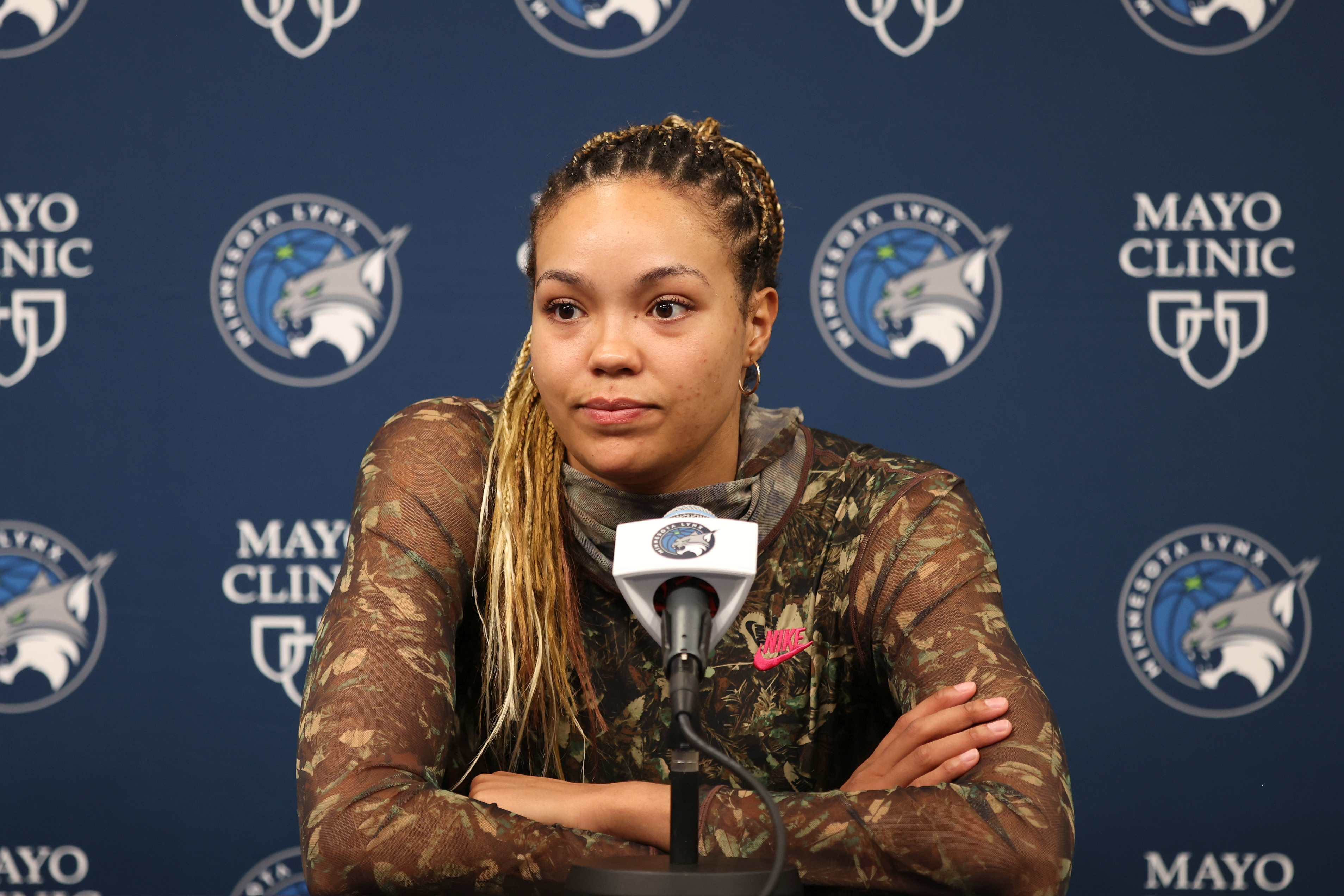
Napheesa Collier

En 2022, 67 des 144 joueuses de WNBA s'expatrient pour participer aux championnats d'Australie, de Turquie, d'Italie et d'une demi-douzaine d'autres pays.
De plus, ses fondatrices souhaitent répondre à la « prioritization rule », une nouvelle restriction de la WNBA qui exige que les joueuses soient disponibles pour le début du « training camp », soit avant la fin des championnats européens. Selon Breanna Stewart, qui a évolué plusieurs années en Chine puis en Europe, cette règle prive les joueuses de leurs choix.
Pour Chelsea Gray alors aux Aces de Las Vegas, c'est également l'occasion d'exposer un peu plus les joueuses au grand public et de développer leur notoriété.
Pour Angel Reese, du Sky de Chicago, c'est l'occasion d'« être à Miami de janvier à mars, sans avoir à aller à l’étranger. Personne ne veut aller à l’étranger. Beaucoup d’entre nous ne veulent jamais avoir à aller à l’étranger, mais certaines personnes doivent malheureusement y aller, donc il s’agit de pouvoir gagner six chiffres en trois mois, d’être logées à Miami, et de simplement progresser. »,
Cette nouvelle ligue entre en concurrence avec Athletes Unlimited mais pour Megan Perry, la directrice des sports de cette ligue, c'est une opportunité de développer le basket-ball féminin.
La ligue doit réunir 30 des meilleures joueuses professionnelles réparties en six équipes et la première saison doit se dérouler de janvier à mars 2024 à Miami, avec des matchs en 3 contre 3 et 1 contre 1. Les fondatrices promettent, avec 250 000 dollars par joueuse, « le salaire moyen le plus élevé de l’histoire des ligues du sport professionnel féminin. »
Le 31 octobre, la ligue annonce qu'elle s'élargit à 36 joueuses car elle a dépassé ses prévisions financières. La masse salariale des joueuses s’élève à huit millions de dollars pour la première saison.

## Fonctionnement

### Déroulement de la saison
La première saison débute le 17 janvier 2025. Elle compte 13 matchs et chaque équipe rencontre les autres au moins deux fois. Les matchs se déroulent les lundis, vendredis et samedis soirs, au Mediapro US, à Miami en Floride, une salle de 850 places,,.
Les demi-finales sont programmées le dimanche 16 mars et la finale le lundi 17 mars.
Un tournoi de 1 contre 1 est organisé du 10 au 14 février. Il doit opposer les joueuses dans une compétition à élimination directe. La gagnante remporte une récompense de 250 000 dollars, et 10 000 dollars supplémentaires pour ses coéquipières.

### Règles particulières
Les règles sont différentes de celles du basket-ball à trois (3×3). Les équipes s'opposent sur un terrain entier, avec deux paniers mais celui-ci est plus court qu'un terrain normal. Il mesure 15 mètres de large et 22 m de long, contre 28,6 m en WNBA et 11 m en basket 3×3 aux Jeux Olympiques.
Les matchs se composent de trois quarts temps de sept minutes et et un quatrième quart appelé « score cible ». Ce dernier est déterminé en ajoutant 11 points au score de l’équipe en tête après trois quarts-temps.
Lorsqu'une joueuse commet une faute sur un tir, un seul lancer-franc est accordé. Ce lancer vaut deux points pour une faute sur un tir à deux points, ou trois points si elle a été commise sur une tentative à trois points. Si une joueuse marque un panier alors qu'une adversaire lui fait une faute, on  ajoute un point.
Les joueuses sont éliminées après leur sixième faute. Si l'équipe n'a que trois joueuses disponibles et que l'un d'entre elles commet sa sixième faute, elle reste en jeu mais encourt une faute technique pour chaque faute supplémentaire qu'elle commet. Chaque faute technique donne lieu à un lancer-franc comptant un point.
Chaque possession ne peut dépasser 18 secondes, contre 24 secondes habituellement. Le chronomètre ne s’arrête sur les paniers réussis que dans les 30 dernières secondes d’une période, et non dans la dernière minute.

## Recrutement des joueuses
En mai 2024, la ligue annonce la signature de dix joueuses All-star. Chelsea Gray, Arike Ogunbowale des Wings de Dallas et Jewell Loyd du Storm de Seattle sont les trois premiers noms révélés en juillet, outre ceux de Breanna Stewart et Napheesa Collier. Viennent ensuite Kelsey Plum et Jackie Young (9e) des Aces de Las Vegas, Rhyne Howard du Dream d'Atlanta, Kahleah Copper du Mercury de Phoenix, et Angel Reese du Sky de Chicago,,.

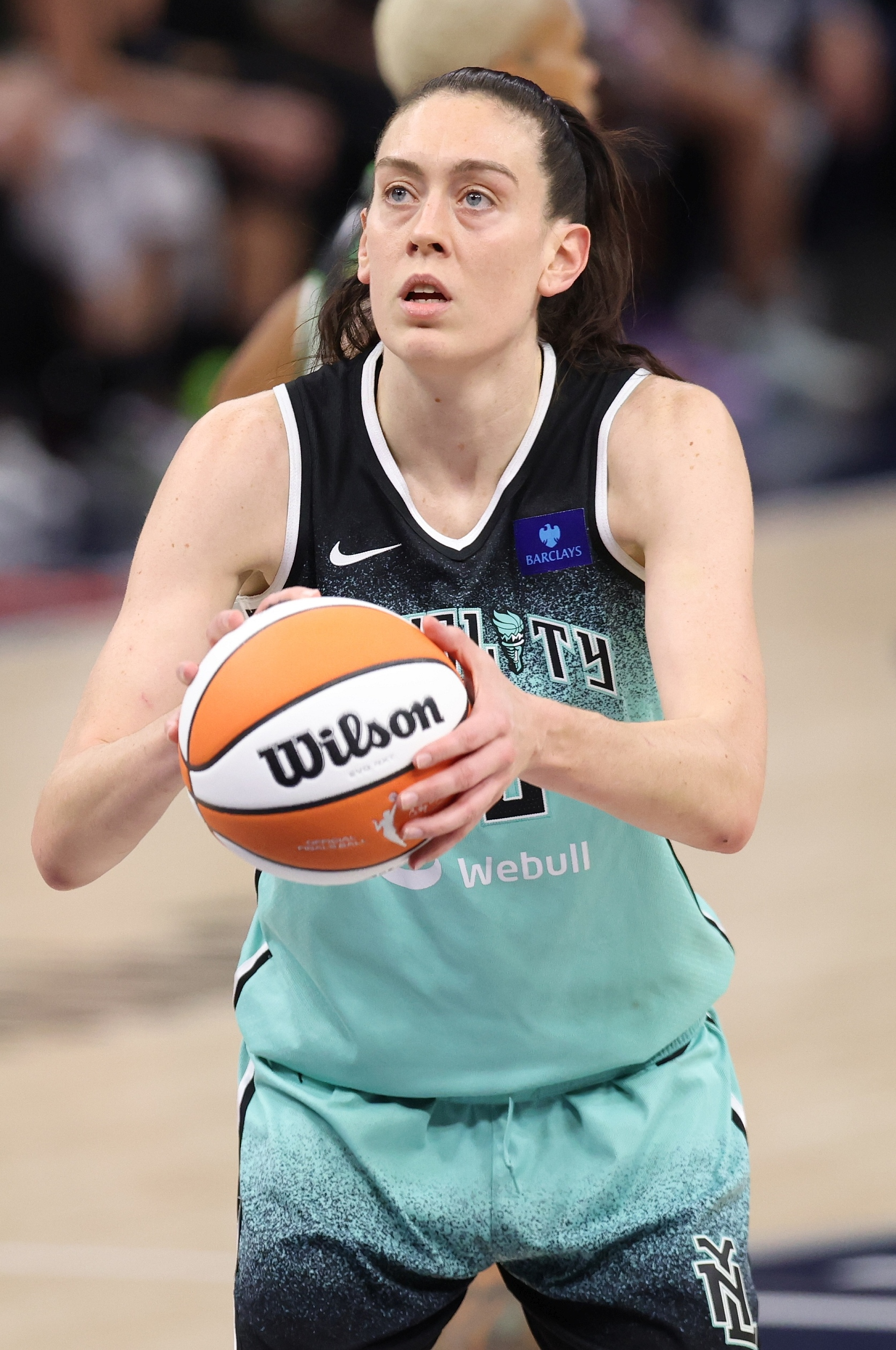
1. Breanna Stewart.
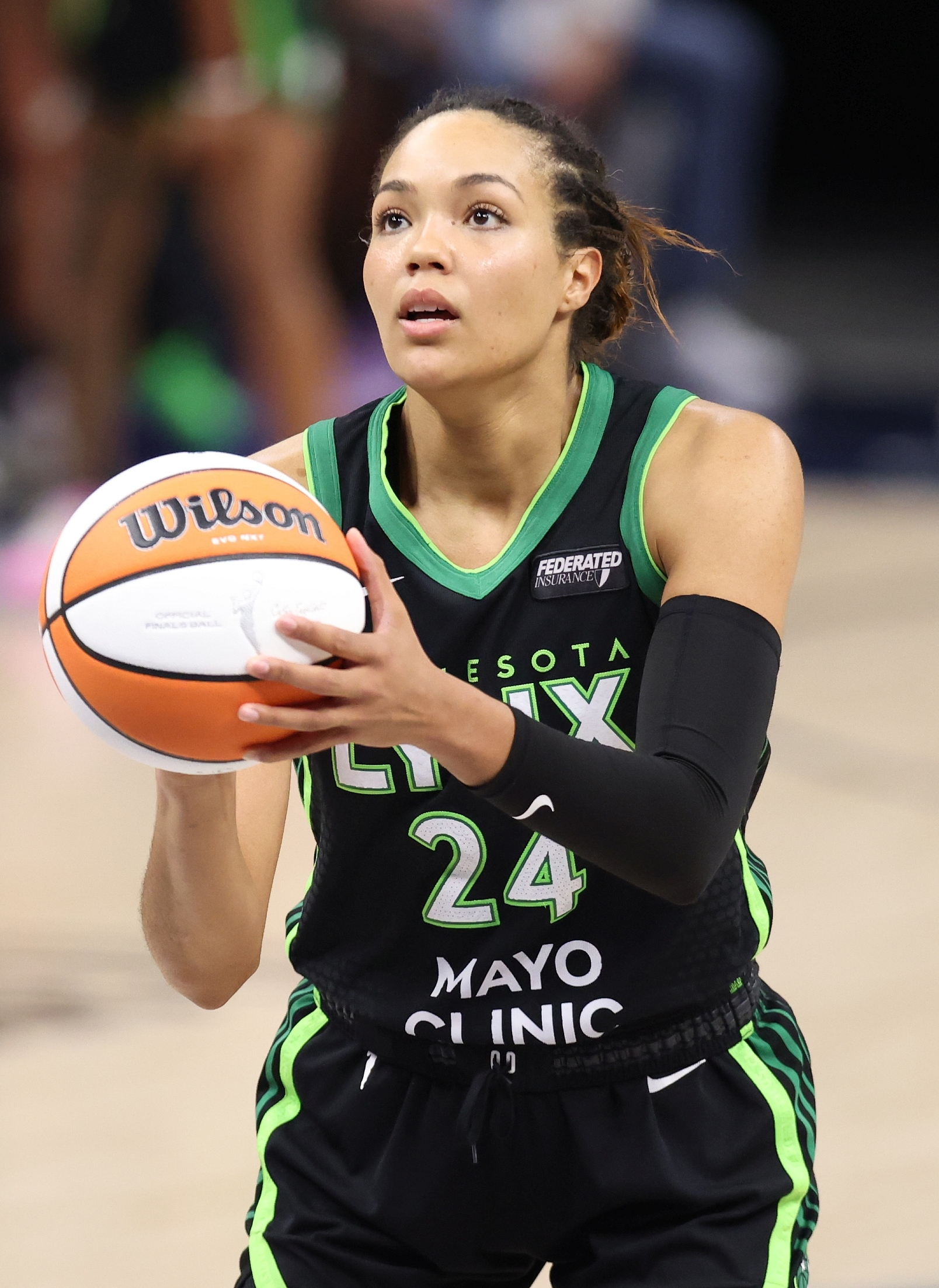
2. Napheesa Collier.
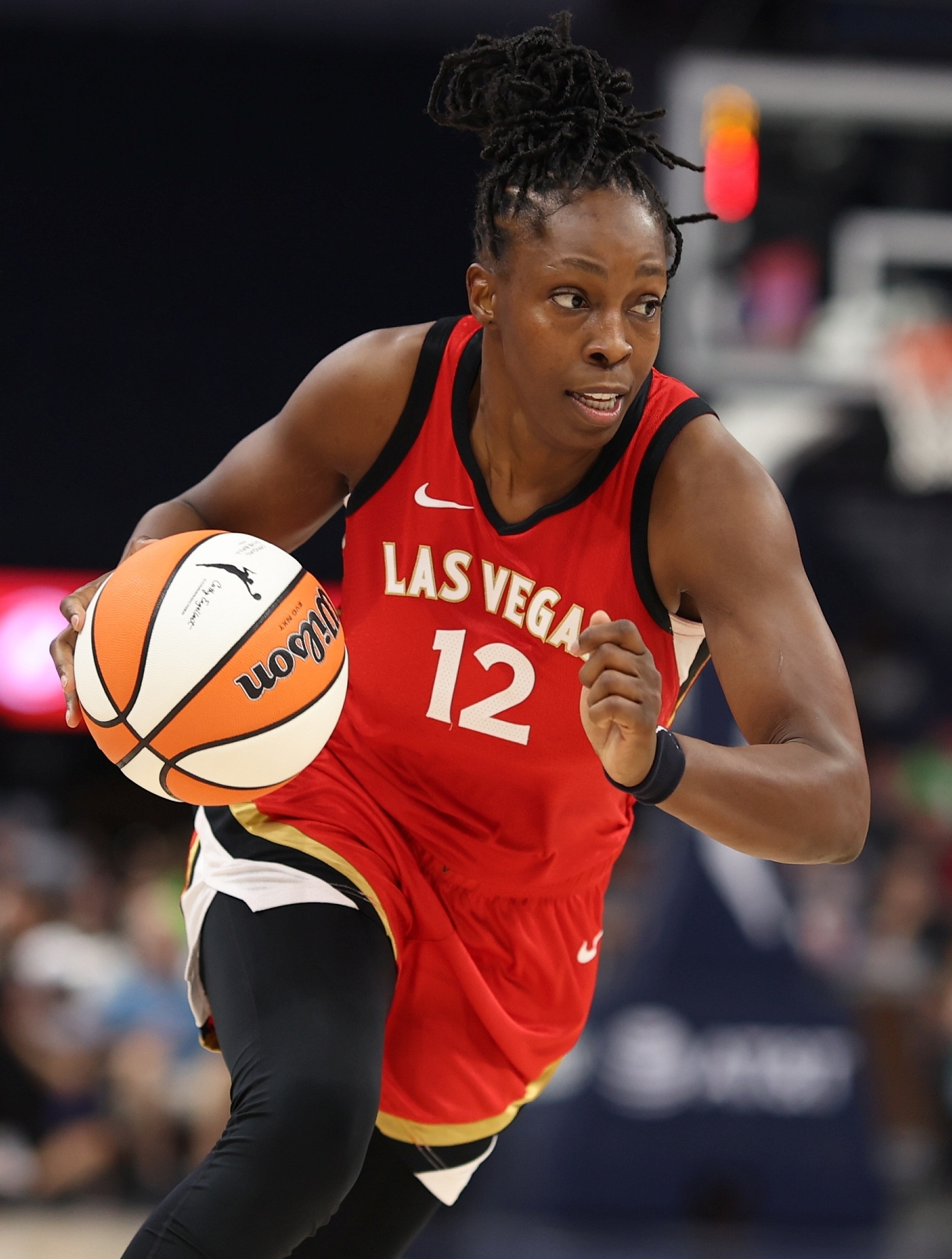
3. Chelsea Gray.
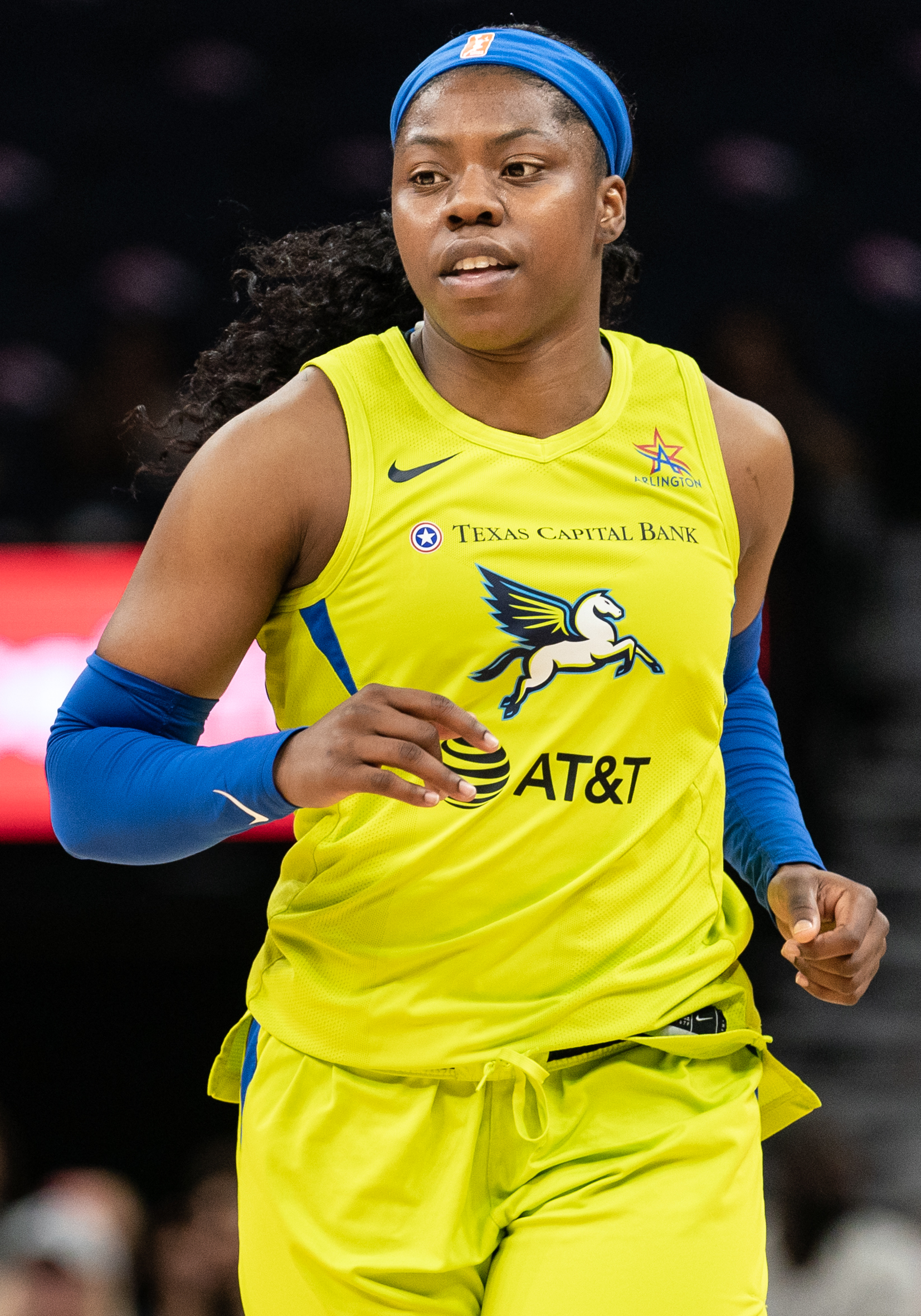
4. Arike Ogunbowale.
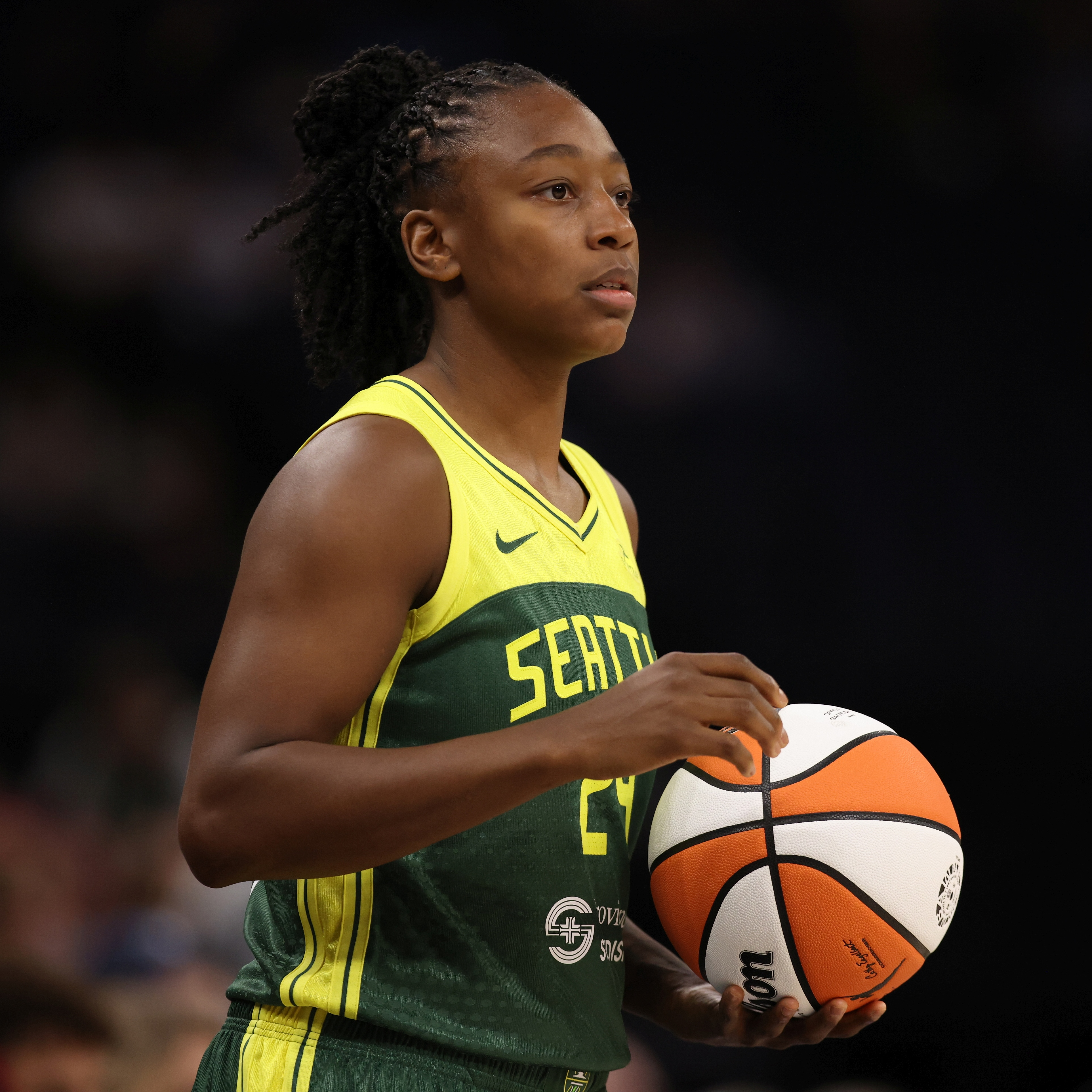
5. Jewell Loyd.
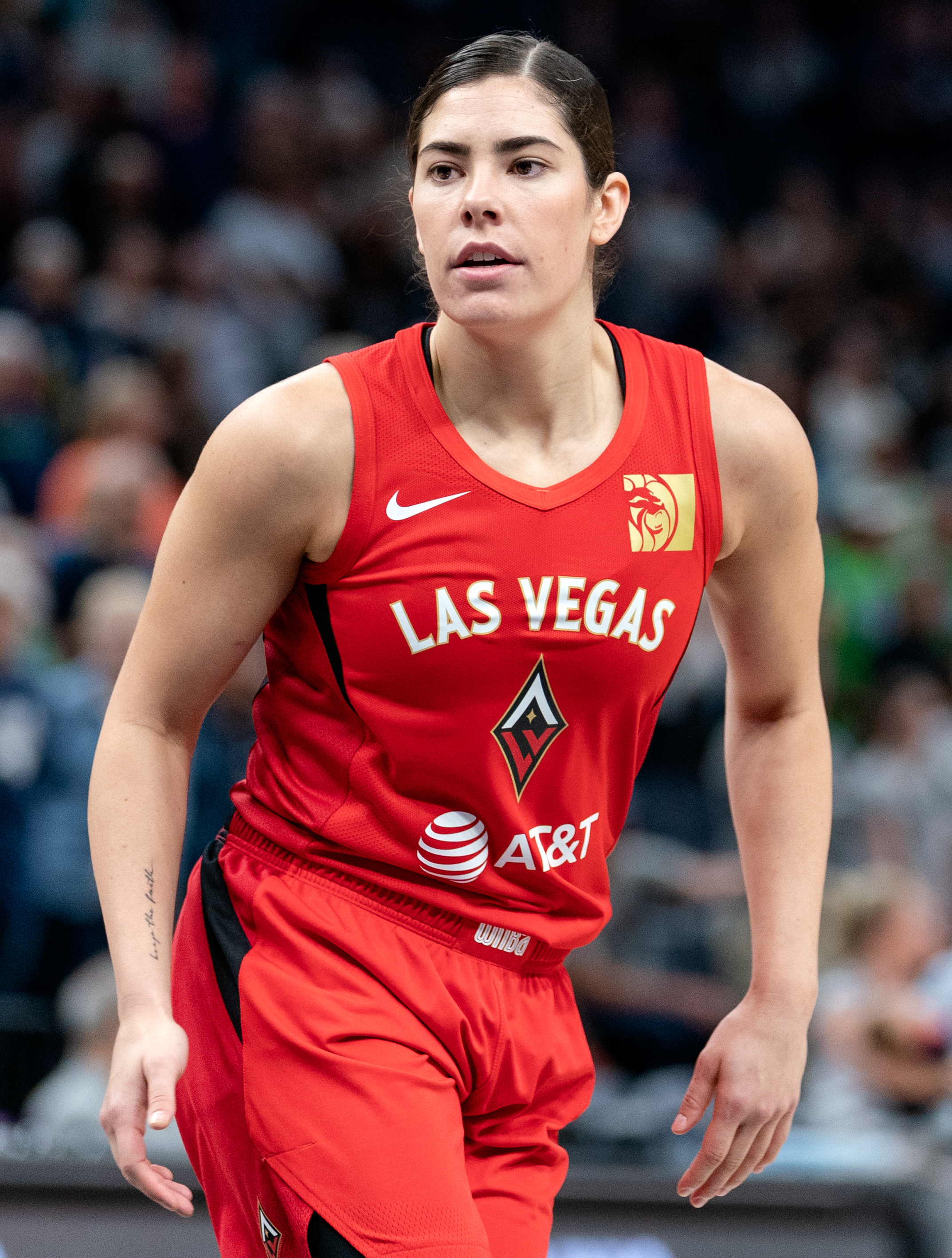
6. Kelsey Plum.
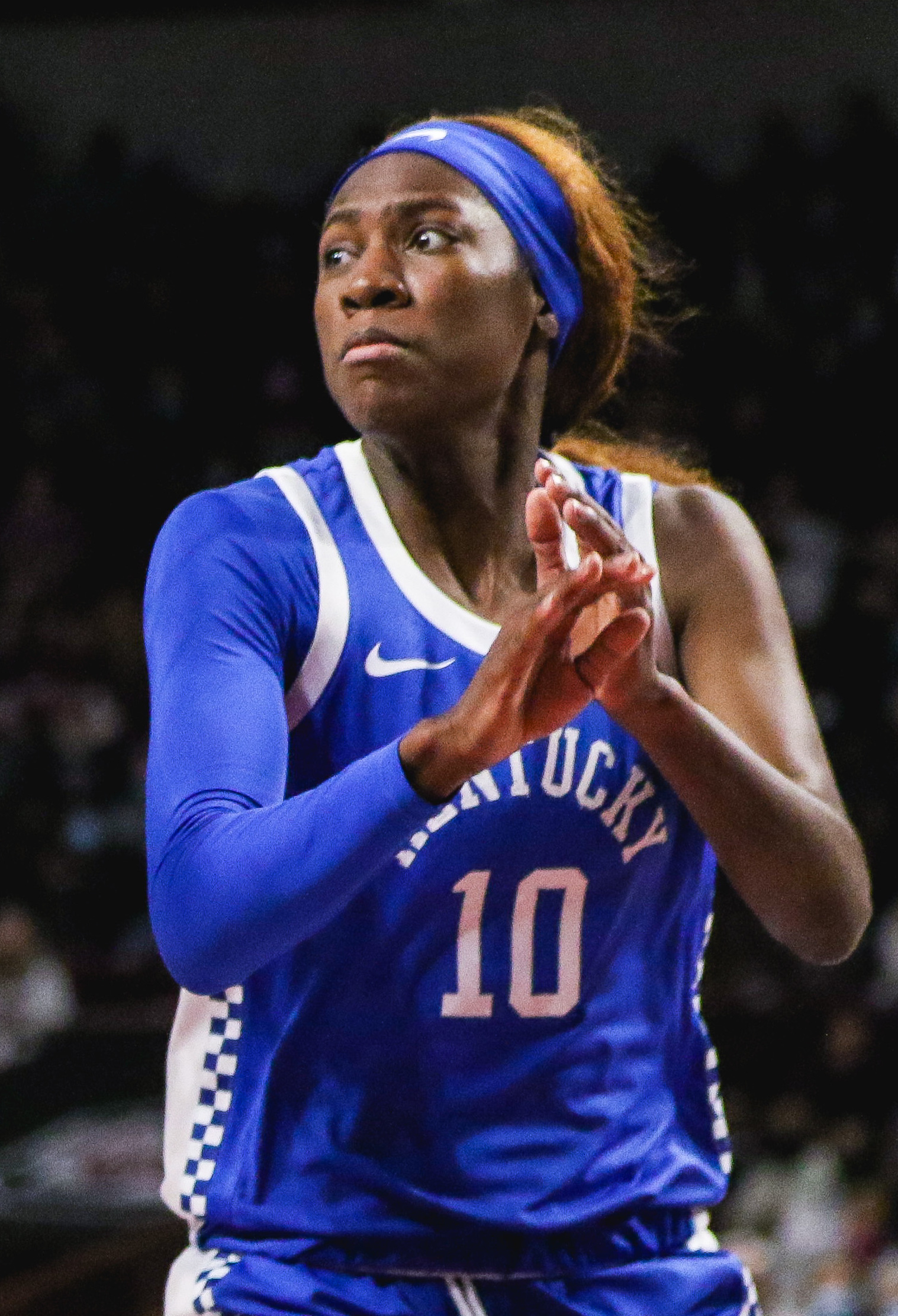
7. Rhyne Howard.
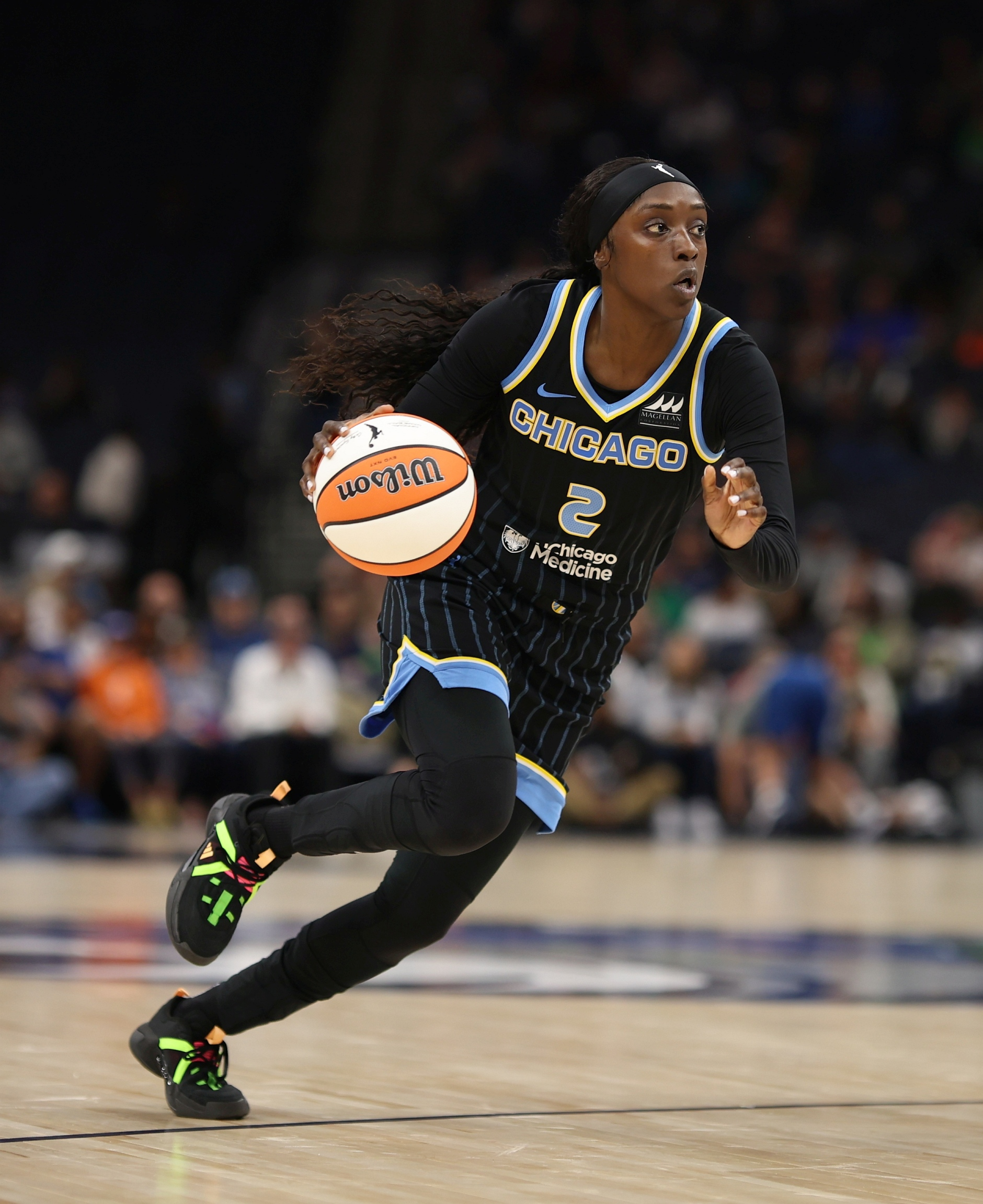
8. Kahleah Copper.
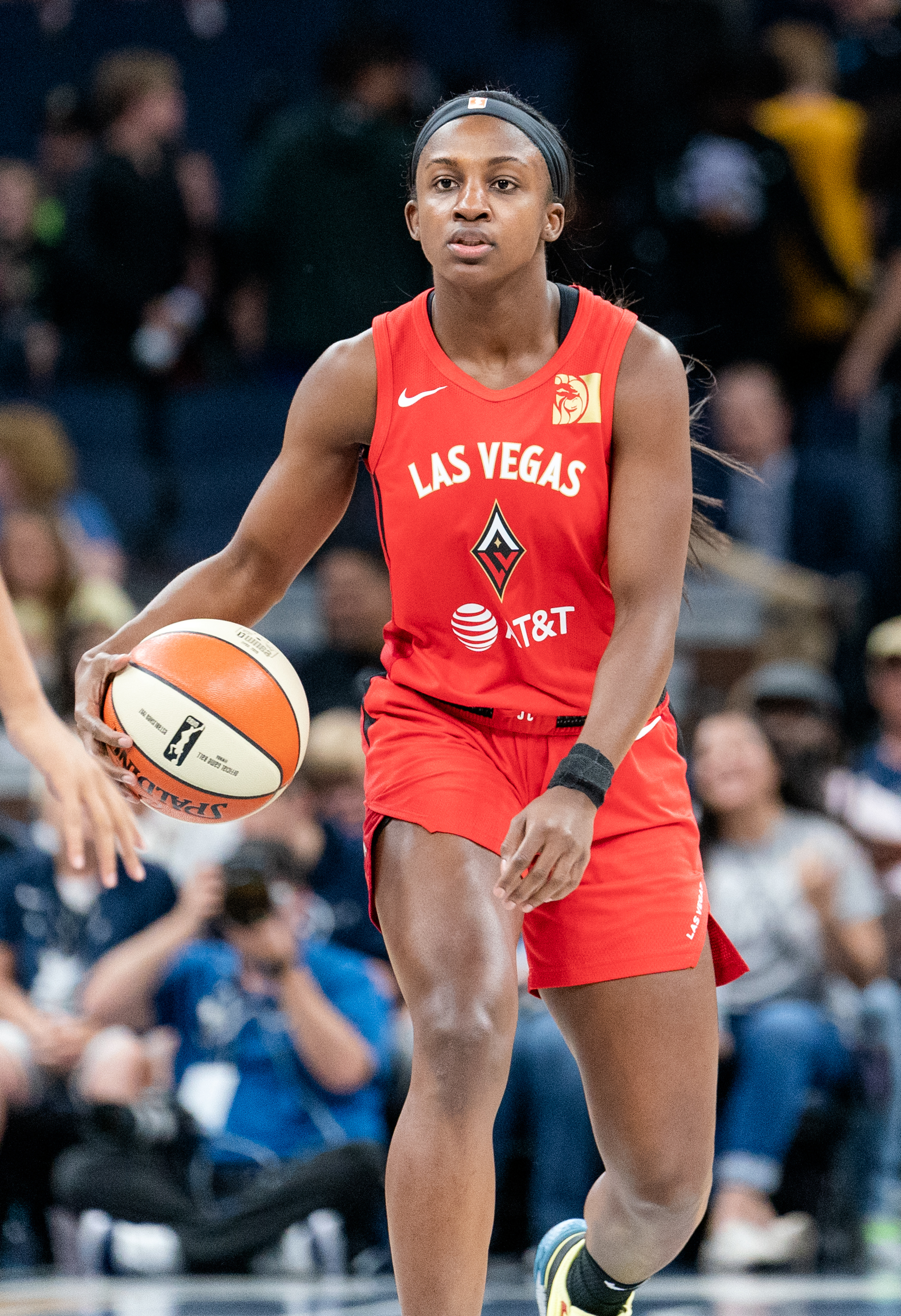
9. Jackie Young.
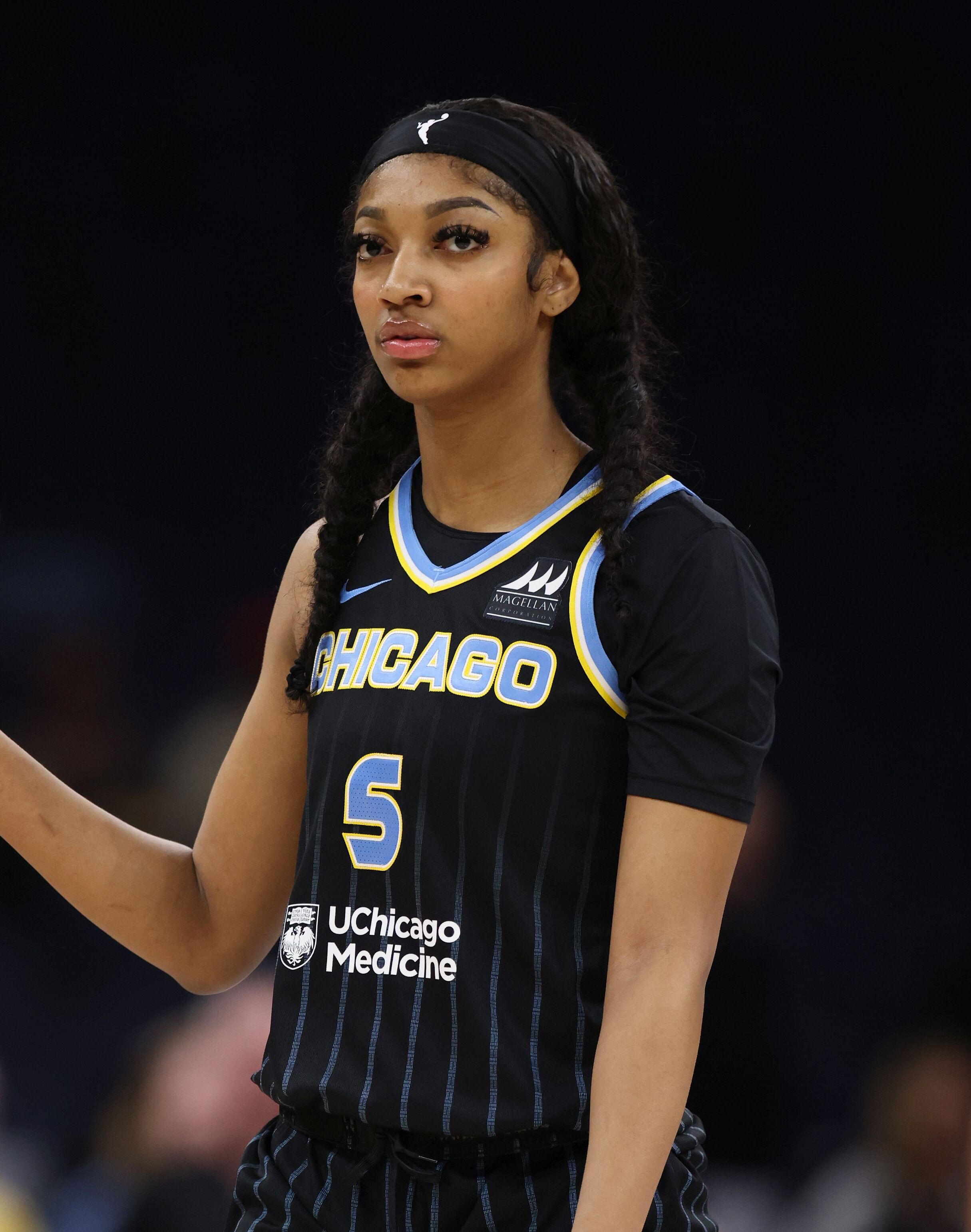
10. Angel Reese.

Début août 2024, Paige Bueckers, meneuse des Huskies du Connecticut en National Collegiate Athletic Association (NCAA) est la première joueuse universitaire à signer un contrat avec Unrivaled et à ainsi devenir copropriétaire d'une ligue. Elle ne devrait cependant jouer qu'en 2026.
La ligue révèle une nouvelle série de noms. Dearica Hamby des Sparks de Los Angeles arrive en onzième position, puis Kayla McBride du Lynx de Minnesota, Marina Mabrey du Sun du Connecticut,,, Satou Sabally des Wings de Dallas, Allisha Gray du Dream, Natasha Cloud du Mercury, Skylar Diggins-Smith du Storm, Rickea Jackson des Sparks, DiJonai Carrington du Sun, élue meilleure progression de l’année en WNBA.
La vétérane du Liberty, Courtney Vandersloot est présentée en vingtième position, suivie des deux joueuses des Mystics de Washington Brittney Sykes et Shakira Austin, Tiffany Hayes.
Le 2 octobre, Brittney Griner du Mercury de Phoenix annonce sa participation et devient la 24e joueuse engagée,. Cinq joueuses complètent la liste des trente : Azurá Stevens du Sky, Courtney Williams. Les rookies Kate Martin et Aaliyah Edwards, Lexie Hull.
À la suite de l'annonce de l'extension à trente-six joueuses, la ligue recrute Aliyah Boston du Fever de l'Indiana,, Alyssa Thomas et Stefanie Dolson, Rae Burrell des Sparks et Jordin Canada du Dream.
La ligue, qui tente de recruter notamment la rookie de l'année de la WNBA Caitlin Clark et la double MVP A'ja Wilson, se réserve la possibilité de signer deux autres joueuses,.

## Création des équipes

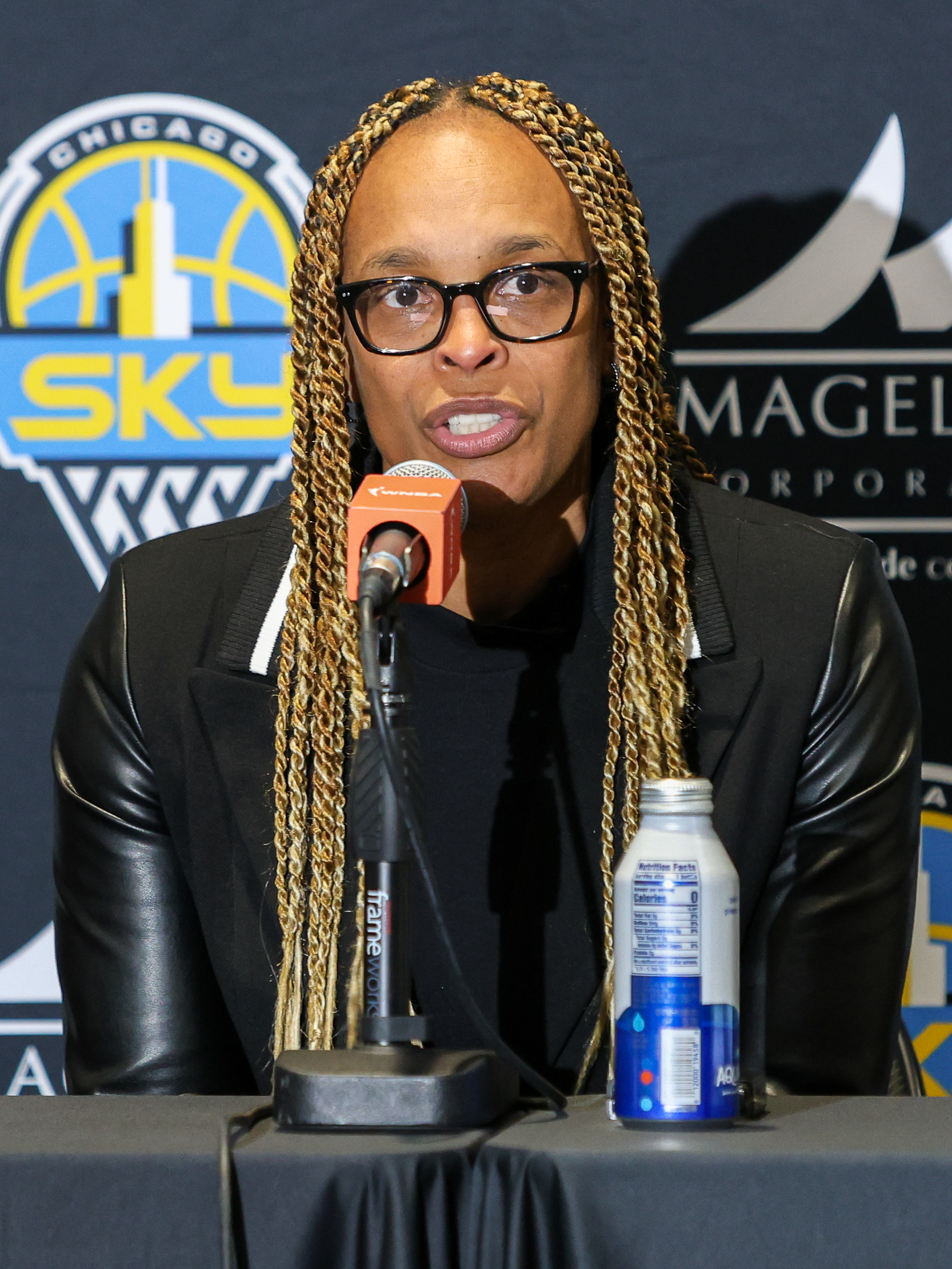
L'entraîneuse Teresa Weatherspoon.

La ligue Unrivaled est composée de six équipes, appelées clubs avec six joueuses chacune : le Mist, les Lunar Owls, le Phantom, le Vinyl, la Rose et les Laces.
Elles sont dévoilées le 20 novembre 2024 dans une vidéo postée sur YouTube. La ligue a réparti les 34 joueuses annoncées et les deux places de wild-cards en six groupes. Ce sont les six coachs qui définissent ensemble les compositions des équipes, en essayant de les constituer le plus équitablement possible et sans savoir laquelle leur sera attribuée.
Le Mist entraîné par Phil Handy est emmené par Breanna Stewart comprend sa coéquipière à New York Courtney Vandersloot, son ancienne coéquipière à Seattle Jewell Loyd, DiJonai Carrington, Rickea Jackson et Aaliyah Edwards.
Les Lunar Owls de Napheesa Collier sont entraînées par DJ Sackmann, compte Skylar Diggins-Smith, Natasha Cloud, Allisha Gray, Shakira Austin et l'une des deux places de wild-card.
Jackie Young, Marina Mabrey, Tiffany Hayes, Satou Sabally et Brittney Griner rejoignent le Phantom, entraîné par Adam Harrington. Le club reçoit la deuxième places de wild-card.
Arike Ogunbowale, Rhyne Howard, Jordin Canada, Rae Burrell, Dearica Hamby et Aliyah Boston rejoignent le Vinyl, entraîné par Teresa Weatherspoon.
Chelsea Gray, Kahleah Copper, Brittney Sykes, Lexie Hull, Angel Reese et Azura Stevens rejoignent le Rose BC, entraîné par Nola Henry.

Kelsey Plum, Courtney Williams, Kayla McBride, Kate Martin, Alyssa Thomas et Stefanie Dolson rejoignent le Laces BC, entraîné par Andrew Wade.

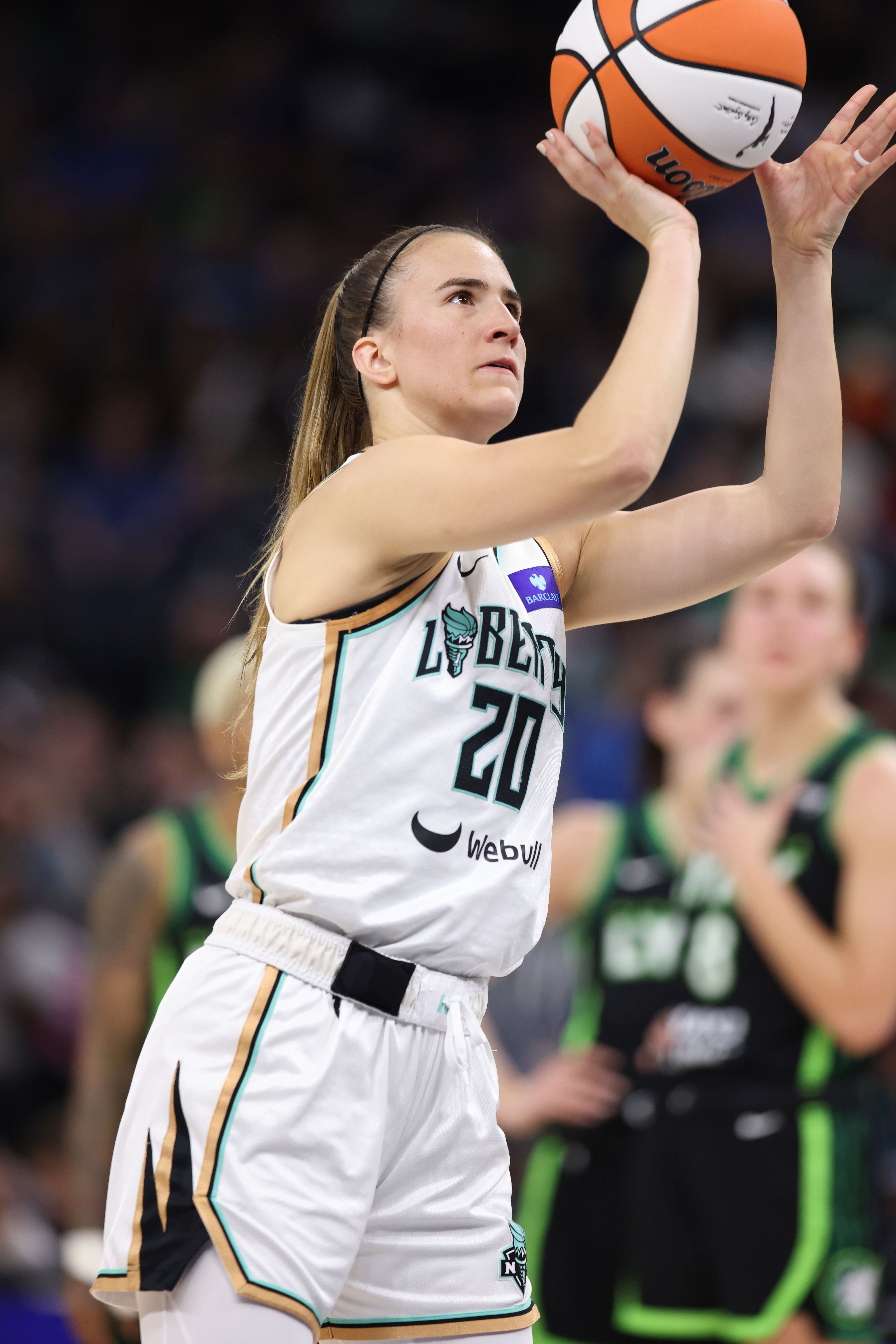
Sabrina Ionescu.

### Transferts et derniers recrutements
Le 27 novembre, Kelsey Plum décide finalement de ne pas prendre part à la première saison de la ligue et quitte le Laces BC.
Le 20 décembre 2024, Katie Lou Samuelson rejoint le Phantom BC qui détenait une place de wild-card.
Le 22 décembre, la ligue annonce le premier transfert de son histoire. La veille, Natasha Cloud est envoyée du Laces BC au Lunar Owls, puis au Phantom BC, qui reçoit également la seconde place de wild-card. Le Lunar Owls récupère Courtney Williams et le Laces Jackie Young et Tiffany Hayes.
Le 24 décembre, Sabrina Ionescu complète l’équipe du Phantom BC qui détenait une place de wild-card. Elle est la dernière des trente-six joueuses à s'engager. Elle retrouve sa ancienne coéquipière des Ducks de l'Oregon, Satou Sabally.

### Composition des équipes de la saison 2025
| Mist BC              | Lunar Owls BC        | Phantom BC          | Rose BC        | Vinyl BC            | Laces BC        |
| -------------------- | -------------------- | ------------------- | -------------- | ------------------- | --------------- |
| Jewell Loyd          | Skylar Diggins-Smith | Sabrina Ionescu     | Chelsea Gray   | Arike Ogunbowale    | Jackie Young    |
| Courtney Vandersloot | Courtney Williams    | Natasha Cloud       | Brittney Sykes | Jordin Canada       | Tiffany Hayes   |
| DiJonai Carrington   | Allisha Gray         | Marina Mabrey       | Kahleah Copper | Rhyne Howard        | Kayla McBride   |
| Rickea Jackson       | Cameron Brink        | Katie Lou Samuelson | Lexie Hull     | Rae Burrell         | Kate Martin     |
| Breanna Stewart      | Napheesa Collier     | Satou Sabally       | Angel Reese    | Aliyah Boston       | Alyssa Thomas   |
| Aaliyah Edwards      | Shakira Austin       | Brittney Griner     | Azurá Stevens  | Dearica Hamby       | Stefanie Dolson |
| Phil Handy           | DJ Sackman           | Adam Harrington     | Nola Henry     | Teresa Weatherspoon | Andrew Wade     |

## Organisation
La ligue Unrivaled est présidée par Alex Bazzell, entraîneur de basket-ball et mari de Napheesa Collier.
La commissaire de la ligue est Micky Lawler, ancienne présidente de la Women's Tennis Association (WTA Tour), nommée en juin 2024,.
La vice-présidente exécutive et directrice générale est Clare Duwelius. Ancienne directrice générale du Lynx de Minnesota, elle est nommée en novembre 2024.
Le président des opérations basketball est Luke Cooper.

## Modèle économique
La ligue déclare avoir dépassé 35 millions de dollars de financement en janvier 2025. Selon son président, Alex Bazzell, Unrivaled dispose en décembre 2024 d'une masse salariale totale de 8 millions de dollars, donc un salaire moyen de 222 222 dollars, contre 119 500 dollars en WNBA. La ligue revendique « le salaire moyen le plus élevé dans les sports professionnels féminins collectif. »
Parmi ses investisseurs figurent des sportifs de renom tels que le nageur Michael Phelps, la joueuse de tennis Coco Gauff, les footballeuses Megan Rapinoe et Alex Morgan. Elle compte également des figures du basketball comme Carmelo Anthony, Steve Nash, Giannis Antetokounmpo, Stephen Curry, Dawn Staley et Geno Auriemma ou encore la joueuse universitaire JuJu Watkins,.
La ligue bénéficie du soutien de leaders dans les domaines des médias et des affaires, tels que Linda Henry et Marc Lasry, ainsi que d'organisations comme Warner Bros. Discovery,.

### Diffusion
Le 16 octobre 2024, la ligue annonce qu'elle a conclu un accord pluriannuel avec TNT Sports et que ses matchs seront diffusés sur TNT, TruTV et en streaming sur Max.

## Identité
La ligue a dévoilé son logo le lundi 8 juillet 2024. Il représente un grand U dans un bouclier avec des marques de basket-ball en arrière-plan et une couronne sur le dessus. La version en couleur du logo présente un dégradé de cyan à violet en arrière-plan, avec des lignes et des lettres blanches.
La ligue utilise également un logo secondaire composé de « UNRIVALED » en toutes lettres et d'une couronne suspendue au U. La couronne et le U forment une option de logo partiel.
Le 24 octobre 2024, la ligue présente les noms et identités graphiques de ses clubs, conçues pour résonner avec des publics variés. Pour développer sa communication, elle s’appuie sur l’expertise de l’agence Doubleday & Cartwright.